# Перен, Софи
Софи́ Соня Перен (фр. Sophie Sonia Perin; род. 2 декабря 1956, Маранж-Сильванж) — французская модель, первая и единственная представительница Франции, выигравшая конкурс «Мисс Интернешнл».

## Биография
Софи Перен (при рождении Соня) родилась 2 декабря 1956 года в Маранж-Сильванже.
В 1974 году 17-летняя Софи Перен выиграла региональный конкурс «Мисс Лотарингия». Она получила право представлять Лотарингию на национальном конкурсе «Мисс Франция». В декабре 1974 года 17-летняя Софи была коронована как «Мисс Франция». Она представляла Францию на двух международных конкурсах «Мисс Вселенная 1975» и «Мисс мира 1975», но на этих конкурсах она успехов не добилась и в финал не прошла.
2 июля 1976 года 19-летняя Софи завоевала титул «Мисс Интернешнл 1976». Она стала первой и на данный момент единственной представительницей Франции, которая выигрывала «Мисс Интернешнл». 
В 1980 году Перен стала моделью брендов «Nina Ricci» и «Christian Dior» и участвовала в модных показах. В течение многих лет она сотрудничала с известным модельером Тьери Мюглером, сначала как ассистент на крупных модных показах, а затем управляла бутиком этого же дизайнера в Париже. В 2008 году она ушла из мира моды и стала помощником руководителя в компании, предоставляющей IT-услуги.